# هنری کلاوس
هنری کلاوس (انگلیسی: Henry Kloss؛ ۱۹۲۹ – ۳۱ ژانویهٔ ۲۰۰۲) یک کارآفرین، و مهندس اهل ایالات متحده آمریکا بود.